# R-2 (míssil)

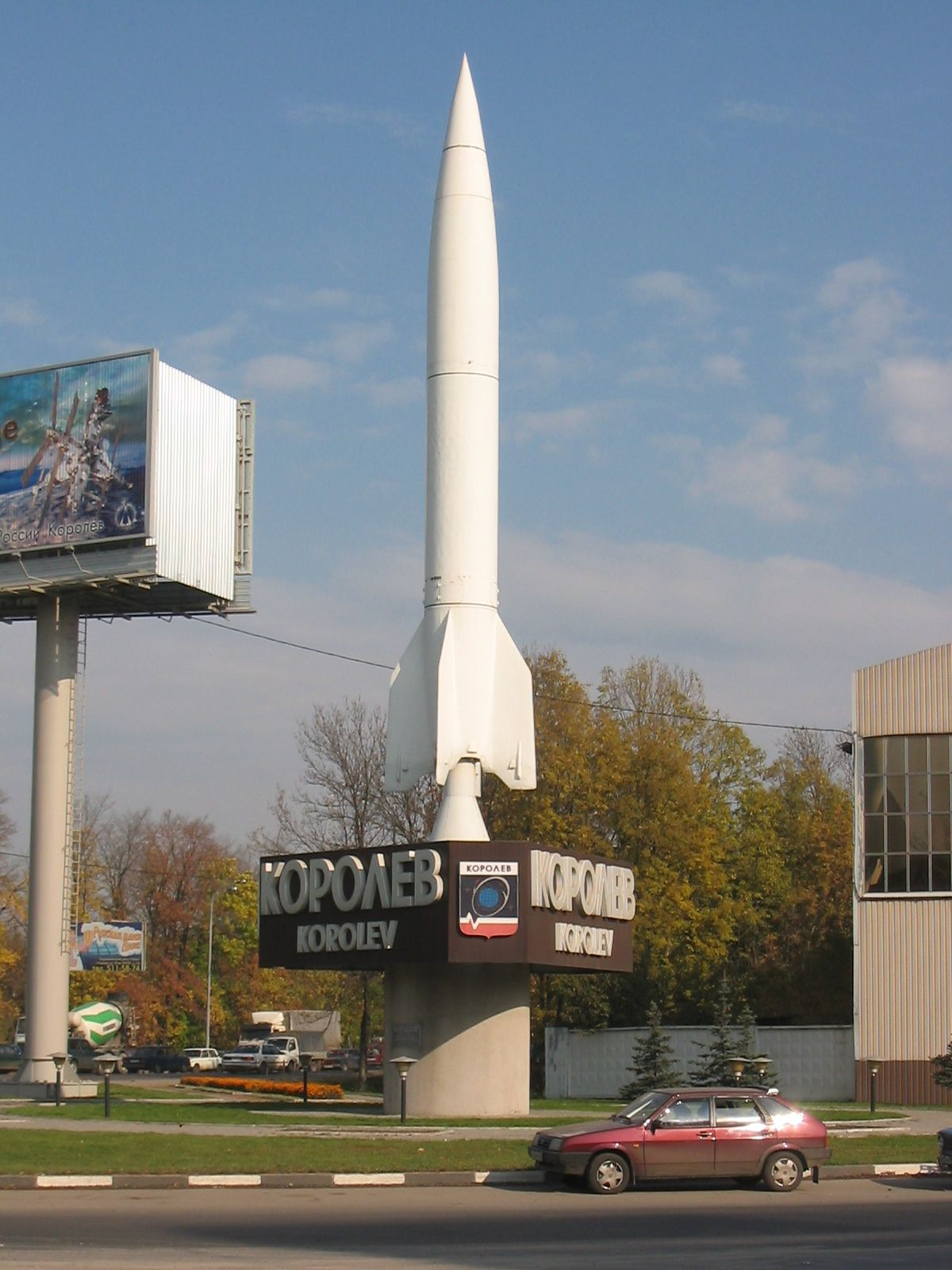
Um R-2 russo.

O R-2 (em russo: Р-2 de Pакета-2 ou "Foguete-2"), foi um míssil balístico de curto alcance desenvolvido e utilizado pela União Soviética logo após a Segunda Guerra Mundial. Sua designação GRAU era 8Zh38, a designação da Otan do míssil era SS-2 Sibling. O objetivo primário desse míssil era dobrar a capacidade do R-1 em todos os aspectos, o que foi conseguido. 

## Histórico
Para atender o requisito de criar um míssil com o dobro da capacidade do R-1, o centro de pesquisa e desenvolvimento NII-88 iniciou os trabalhos no R-2  em 1948. Segundo alguns, Sergei Korolev e Mikhail Yangel deram início ao projeto em Abril de 1948, apenas alguns meses antes dos primeiros testes em voo com a primeira série de mísseis R-1.
O primeiro lançamento de teste da versão piloto do R-2, o R-2E ocorreu em 21 de Setembro de 1949, a partir da base de Kapustin Yar. Naquele mesmo ano, mais seis lançamentos ocorreram, sendo que apenas dois obtiveram sucesso.
Entre 1950 e 1951, mais 30 lançamentos ocorreram, sendo 24 deles bem sucedidos. Em 1952, mais 14 lançamentos foram efetuados, desta vez por intermédio das primeiras unidades de combate, sendo 12 deles bem sucedidos. A produção em massa do míssil ficou sob a responsabilidade da Yuzhmash a partir de 1953. 
Em 6 de Dezembro de 1957 foi assinado um acordo de licença de produção do R-2 com a China. Uma grande equipe de técnicos russos foi enviada a Pequim para instalar a linha de produção. Esse foguete se tornou a base tecnológica de todos os foguetes chineses desde então.

## O Projeto

Diagrama do míssil R-2.

As principais diferenças de projeto entre o R-2 e seu antecessor eram as seguintes:
- A ogiva se separava do corpo do foguete antes da reentrada, eliminando o problema de falta de resistência da estrutura, comum tanto no V-2 quanto no R-1.
- As paredes dos tanques de combustível passaram a ser a base da estrutura do foguete, em contraste como o R-1 que assim como o V-2 requeria uma estrutura externa extra. Isso reduziu o peso do foguete de forma considerável.
- A posição do módulo de controle foi movida de cima do tanque de combustível, para baixo do tanque de LOX. Isso tornou os preparativos para lançamento uma tarefa muito mais fácil. Como o módulo de controle passou a estar diretamente acima do motor, as vibrações foram reduzidas usando aço no lugar de alumínio no cone de cauda.
- Um sistema de orientação por rádio foi introduzido para aumentar a precisão, dando ao R-2 uma precisão semelhante ao R-1, apesar de ter um alcance mais de duas vezes maior.
- Um novo motor bastante melhorado, o RD-101, foi projetado por Valentin Glushko.

O míssil R-2 foi o último míssil soviético baseado em desenhos alemães. Apesar de alguma influência permanecer, depois dele, os mísseis soviéticos foram baseados em desenho originais do que hoje se tornou o grupo RKK Energia.

## Características
- Número de estágios:	1
- Altura: 17,7 m
- Diâmetro:	1,65 m
- Massa: 19.632 kg
- Combustível: LOX - Álcool etílico
- Velocidade: 2.175 m / s
- Alcance: 550 km
- Altitude máxima: 212 km
- Empuxo: 271,5 kN
- Precisão: 1,25 km
- Tipo de ogiva: Integrada ao corpo do foguete, não nuclear, separável, massa de 1.500 kg
- Número de ogivas: 1
- Carga explosiva: 1.008 kg
- Sistema de controle: Inercial, autônomo
- Sistema de lançamento: de base fixa no solo

## Variantes
Além da versão padrão, foram desenvolvidas outras versões:
- R-2E - Versão de teste, sendo o "E" de experimental.
- R-2R - Versão de teste do controle de rádio, daí o "R".
- R-2A - Estudos da atmosfera, ionosfera e raios ultra violeta, carga útil biológica recuperável. Com 47 lançamentos, todos bem sucedidos.

## Imagens
- Visão em corte do R-2
- Visão em corte do R-2
- Diagrama completo do R-2
- Um R-2 sendo erguido para lançamento
- Foto, esquema em corte e motor do R-2